# Mount Kenya
Mount Kenya je najvišja gora v Keniji in druga najvišja v Afriki, za Kilimandžarom. Najvišji vrhovi gore so Batian (5199 metrov), Nelion (5188 m) in Point Lenana (4985 m). Mount Kenya je v nekdanjih vzhodnih in osrednjih provincah Kenije, zdaj v okrožjih Meru, Embu, Laikipia, Kirinyaga, Nyeri in Tharaka Nithi, približno 90 kilometrov severno od ekvatorja, približno 150 km severo-severovzhodno od glavnega mesta Nairobi. Mount Kenya je izvor imena Republike Kenije.
Mount Kenya je vulkan, ki je nastal približno 3 milijone let po odprtju vzhodnoafriškega tektonskega jarka. Pred poledenitvijo je bila visoka 7000 m. Tisoče let jo je pokrival ledeni pokrov. To je povzročilo zelo erodirana pobočja in številne doline, ki sevajo z vrha. Trenutno obstaja 11 majhnih ledenikov, ki se hitro krčijo in bodo do leta 2050 morda za vedno izginili. Gozdna pobočja so pomemben vir vode za večji del Kenije.
Od vznožja do vrha je več vegetacijskih pasov. Spodnja pobočja pokrivajo različni tipi gozdov. Številne alpske vrste so endemične za Mount Kenyo, kot so orjaške lobelije in senecios ter lokalna podvrsta skalnega hyraxa. Območje 715 km2 okoli središča gore je bilo leta 1997 razglašeno za narodni park Mount Kenya in uvrščeno na Unescov seznam svetovne dediščine. Park letno obišče več kot 16.000 obiskovalcev.

## Etimologija
Izvor imena Kenija ni jasen, vendar je morda povezan z besedami Kikuyu, Embu in Kamba Kirinyaga, Kirenyaa in Kiinyaa, ki v vseh treh jezikih pomenijo "Božje počivališče".
V 19. stoletju je nemški raziskovalec Ludwig Krapf zabeležil ime, saj sta tako Kenia kot Kegnia po mnenju nekaterih pokvarjena različice Kamba. Drugi pa pravijo, da je bil to nasprotno zelo natančen zapis pravilne afriške izgovorjave /ˈkɛnjə/. Wangari Maathai pripoveduje naslednjo zgodbo o poimenovanju: Krapf in Johannes Rebmann sta svojega vodnika, člana skupnosti Kamba, ki je nosil bučo, vprašala, kako so imenovali goro in vodnika, saj sta verjela, da so Nemci mislili buči, je odgovoril kĩĩ-nyaa, kar je postalo ime gore in nato države.[83] V vsakem primeru so Evropejci kolonialne dediščine to ime dolgo izgovarjali kot /ˈkiːnjə/. Evropska izgovorjava je bila v sodobnem času opuščena v korist afriške različice.[84]

### Imena vrhov
Vrhovi Mount Kenye so dobili imena iz treh različnih virov. Prvič, obeležili so spomin na več poglavarjev Masajev z imeni, kot so Batian, Nelion in Lenana. Spominjajo se Mbatiana, masajskega Laibona (zdravnika), Nelienga, njegovega brata ter Lenane in Sendeyo, njegovih sinov. Terere je dobil ime po drugem poglavarju Masajev.
Druga vrsta imen, ki so jih dali vrhom, so po evropskih plezalcih in raziskovalcih. Nekateri primeri tega so Shipton, Sommerfelt, Tilman, Dutton in Arthur.
Preostala imena so po znanih kenijskih osebnostih, z izjemo Janeza in Petra, ki ju je misijonar Arthur poimenoval po dveh apostolih. Vzhodno od glavnih vrhov, poimenovanih po evropskih naseljencih, je skupina štirih vrhov; Coryndon, Grigg, Delamere in McMillan.

## Narodni park Mount Kenya
Narodni park Mount Kenya, ustanovljen leta 1949, ščiti regijo, ki obdaja goro. Trenutno je narodni park znotraj gozdnega rezervata, ki ga obkroža. Aprila 1978 je bilo območje razglašeno za Unescov biosferni rezervat. Narodni park in gozdni rezervat skupaj sta leta 1997 postala Unescova svetovna dediščina.
Kenijska vlada je imela štiri razloge za ustanovitev narodnega parka na Mount Kenyi in njeni okolici. To so bili pomen turizma za lokalno in nacionalno gospodarstvo, ohranjanje območja velike lepote, ohranjanje biotske raznovrstnosti v parku in ohranjanje vodnega zajetja za okolico.

## Lokalna kultura
Glavne etnične skupine, ki živijo okoli Mount Kenye, so Kikuyu, Ameru, Embu in Masaji. Prve tri so tesno povezane. Vse vidijo goro kot pomemben vidik svoje kulture. Vse te kulture so prispele na območje Mount Kenye v zadnjih nekaj sto letih.

### Kikuyu
Kikuyu živijo na južni in zahodni strani gore. So kmetje in izkoriščajo zelo rodovitno vulkansko zemljo na nižjih pobočjih. Verjamejo, da je Bog, Ngai ali Mwene Nyaga, živel na Mount Kenyi, ko je prišel z neba. Verjamejo, da je gora Ngajev prestol na zemlji. To je kraj, kjer se je Gĩkũyũ, oče plemena, srečeval z Bogom. Tako je po zapisih Kikuyu Gĩkũyũ prva oseba na Zemlji, ki se je povzpela na goro. "Mwene Nyaga" v jeziku kikuyu se lahko prevede tudi kot "lastnik nojev", kjer "Mwene" pomeni "lastnik", "Nyaga" pa noji. Snežne (v kikuyu: Ira) kape gore simbolično predstavljajo krono na božjem bivališču. Kikuyu so gradili svoje hiše z vrati, obrnjenimi proti gori. Ime Kikuyu za Mount Kenyo je Kirima Kĩrĩ Nyaga (Mt.Kirinyaga), kar dobesedno pomeni goro, ki ima "Nyaga" – noje. Gora je zato lokalno sprejeta kot "Božje počivališče" ali "Kjer Bog živi".
Ime Kikuyu za Mount Kenyo je Kĩrĩnyaga, kar dobesedno pomeni »tisti z nojem«. Noj ima črno ali rjavkasto sivo perje z belimi lisami. Kikuyu so pripisovali podobnost noju predmetu, ki je bil temno obarvan z belimi lisami. Ime Kĩrĩnyaga zato figurativno pomeni »tisti z belimi lisami«, ki se nanaša na ledenike med vrhovi gore.
Prevedeno v jezik Kamba, kĩrĩnyaga, bi bilo ki nyaa. To je ime, ki ga je Ludwig Kraph dobil, ko je zagledal goro iz Kituija (v deželi Kamba). Zapisal jo je kot Kenya. Postalo je ime ne le gore, ampak tudi države.

### Embu
Ljudje Embu živijo jugovzhodno od gore Kenije in verjamejo, da je gora Božji dom (beseda Embu za Boga je Ngai ali Mwene Njeru). Gora je sveta in svoje hiše gradijo tako, da so vrata obrnjena proti njej. Ljudje Embu so tesno povezani z ljudmi Ameru in Mbeere. Mbeere in Akamba sta naseljenca na jugovzhodni strani gore.

### Ameru
Ameru zasedajo vzhodna, severna in severozahodna pobočja gore. Na splošno so kmetovalci in poleg tega redijo živino in zasedajo tisto, kar je med najbolj rodovitnimi zemljišči v Keniji. Bog Meru Murungu je bil z neba. Njihovo ime za Mount Kenyo je Kirimara, kar pomeni 'gora z belimi potezami'.

### Masaji
Masaji so napol nomadski ljudje, ki uporabljajo zemljo severno od gore za pašo svoje živine. Verjamejo, da so njihovi predniki prišli z gore na začetku časa. Masajsko ime za Mount Kenyo je Ol Donyo Keri, kar pomeni "gora s črtami", kar se nanaša na temne odtenke, kot jih opazimo iz okoliških ravnic. Vsaj ena masaajska molitev se nanaša na Mount Kenyo:
Bog blagoslovi naše otroke, naj bodo kot oljka Morintat, naj rastejo in se širijo, naj bodo kot hribi Ngong kot Mount Kenya, kot gora Kilimandžaro in naj se množijo.— Zbral Francis Sakuda, Oloshoibor Peace Museum

## Geologija
Mount Kenya je stratovulkan, ki je bil aktiven v plio-pleistocenu. Prvotni krater je bil verjetno visok več kot 6000 m; višje od Kilimandžara. Odkar je ugasel, sta bili dve veliki obdobji poledenitve, ki ju prikazujeta dva glavna obroča moren pod ledeniki. Najnižja morena je na približno 3300 m. Danes ledeniki ne segajo nižje od 4650 m. Po preučevanju moren je Gregory predstavil teorijo, da je bil nekoč celoten vrh gore pokrit z ledeno kapo in prav to je vrhove erodiralo tako, kot so danes.
Spodnja pobočja gore niso bila nikoli poledenela. Zdaj so večinoma obdelana in pogozdena. Odlikujejo jih strme doline v obliki črke V s številnimi pritoki. Višje na gori, na območju, ki je danes močvirje, postanejo doline v obliki črke U in plitvejše z ravnim dnom. Te so nastale zaradi poledenitve.
Ko je bila Mount Kenya aktivna, je bilo nekaj satelitskih aktivnosti. Na severovzhodni strani gore je veliko starih vulkanskih čepov in kraterjev. Največji med njimi, Ithanguni, je imel celo svojo ledeno kapo, ko so bili glavni vrhovi pokriti z ledom. To se vidi po zglajenem vrhu. Na tem območju so pogosti tudi krožni griči s strmimi stranicami, ki so verjetno ostanki manjših zamašenih zračnikov. Ker pa je preostala gora približno simetrična, se je večina dejavnosti morala zgoditi na osrednjem čepu.
Kamnine, ki tvorijo Mount Kenyo, so večinoma bazalti, rombovi porfiriti, fonoliti, keniti in trahiti. O kenitu je prvič poročal Gregory leta 1900 po študiju geologije.
Geologijo območja Mount Kenya je prvi znanstveno opisal Joseph Thomson leta 1883. Goro je videl z bližnje planote Laikipia in zapisal, da gre za ugasli vulkan z izpostavljenim čepom. Ker pa je goro videl le od daleč, njegovemu opisu v Evropi niso verjeli, zlasti po letu 1887, ko sta se Teleki in von Höhnel povzpela na goro in opisala, kar sta menila, da je krater. Leta 1893 je Gregoryjeva odprava dosegla ledenik Lewis na 5000 m. Potrdil je, da je vulkan izumrl in da so prisotni ledeniki. Prva temeljita raziskava Evropejcev je bila opravljena šele leta 1966.

## Vrhovi
Skoraj vsi vrhovi Mount Kenye so vulkanskega izvora. Večina vrhov je v bližini središča gore. Ti vrhovi imajo zaradi svoje skalnate narave alpski videz. Tipično za alpski teren se najvišji vrhovi in žandarji pojavljajo na križišču grebenov. Osrednji vrhovi so pokriti le z mahovi, lišaji in majhnimi alpskimi rastlinami, ki rastejo v skalnatih razpokah. Bolj stran od osrednjih vrhov so vulkanski čepi pokriti z vulkanskim pepelom in prstjo.[29] Rastlinstvo, ki raste na teh vrhovih, je značilno za njihov vegetacijski pas.
Najvišji vrhovi so Batian (5199 m), Nelion (5188 m) in Pt Lenana (4985 m). Batian in Nelion sta znotraj 250 m drug od drugega, ločena z vrzeljo Vrata meglic 5144 m.[30] Coryndon Peak (4960 m) je naslednji najvišji, vendar za razliko od prejšnjih vrhov ni del osrednjega čepa.
Drugi vrhovi okoli osrednjega čepa vključujejo Pt Piggot (4957 m), Pt Dutton (4885 m), Pt John (4883 m), Pt John Minor (4875 m), Krapf Rognon (4800 m), Pt Peter (4757 m), Pt Slade (4750 m) in Midget Peak (4700 m). Vsi ti imajo strmo piramidalno obliko.
Pomembni skalnati obrobni vrhovi so Terere (4714 m) in Sendeyo (4704 m), ki tvorita par dvojnih vrhov severno od glavnega čepa. Skupaj tvorita velik parazitski čep. Drugi pomembni vrhovi so The Hat (4639 m), Delamere Peak, Macmillan Peak in Rotundu. 
- Batian na levi, Nelion na desni in Slade v ospredju
- Lenana, tretji najvišji vrh, je najbolj povzpen
- Mount Kenya, od leve proti desni: točka Lenana (4985 m), vrh Nelion (5188), vrh Batian (5199 m)
- Krapf Rognon (4800 m) in ledenik Krapf
- Na Midget peak se lahko povzpne v enem dnevu.
- Terere in Sendeyo sta dva skalnata obrobna vrha
- Mugi hill in Giant's Billiards Table ponuja nekaj najboljših sprehodov po hribu v Keniji.
- Nelion iz Batiana decembra 1974
- Pogled navzdol po diamantnem ledeniku do Pt Johna

## Ledeniki
Ledeniki na Mount Kenyi se hitro umikajo. Planinski klub Kenije v Nairobiju ima fotografije, ki prikazujejo goro v času prvega zabeleženega vzpona leta 1899 in spet pred kratkim; umik ledenikov je zelo očiten. Opisi vzponov na več vrhov svetujejo uporabo derez, vendar to velja le v nekaterih primerih in na višjih višinah. Vsako leto se pozimi nabere manj novega snega kot se ga poleti stali, tudi na ledeniku Lewis (največjem med njimi) pozimi, tako da ne nastaja nov led. Predvideva se, da bo minilo manj kot 30 let, preden na Mount Kenyi ne bo več ledu. Umik in izginotje ledenikov je lahko posledica sprememb temperaturnih trendov ali sprememb trendov padavin.
Imena ledenikov so (s severa v smeri urinega kazalca): Northey, Krapf, Gregory, Lewis, Diamond, Darwin, Forel, Heim, Tyndall, Cesar, Josef.
Celotna površina, ki jo pokrivajo ledeniki na gori, je bila v 1980-ih zabeležena na približno 0,7 km2, kar je veliko manj od tistega, ki so ga zabeležila prva opazovanja v 1890-ih.

### Periglacialne oblike
Čeprav je Mount Kenya na ekvatorju, nizke nočne temperature povzročajo periglacialne oblike. Nekaj centimetrov pod površjem je permafrost. Vzorčasta tla so prisotna na 3400 m zahodno od gore Mugi. Te gomile rastejo, ker večkratno zmrzovanje in odmrzovanje tal pritegne več vode. Na približno 4000 m so prisotna kockasta polja, kjer je tla razpokana in tvorijo šesterokotnike. Soliflukcija (polzenje z vodo prepojenih in na površini odtajanih tal) se pojavi, ko nočne temperature zmrznejo tla, preden zjutraj ponovno odmrznejo. To vsakodnevno širjenje in krčenje tal preprečuje nastanek vegetacije.

## Reke
Mount Kenya je glavno vodno porečje dveh velikih rek v Keniji; reke Tana, največja reka v Keniji in Ewaso Ng'iro. Ekosistem Mount Kenya zagotavlja vodo neposredno za več kot 2 milijona ljudi. Reke na Mount Kenyi so dobile imena po vaseh na pobočjih gore, v bližini katerih tečejo. Reka Thuchi je meja okrožja med Tharaka Nithi in Embu. Mount Kenya je glavni vodni stolp za reko Tana, ki je leta 1988 oskrbovala 80 % kenijske električne energije z uporabo serije sedmih hidroelektrarn in jezov.
Gostota rek in potokov je zelo velika, predvsem na nižjih pobočjih, ki še nikoli niso bila poledenela. Ledena kapa, ki je v pliocenu pokrivala goro, je erodirala velike doline v obliki črke U, ki imajo ponavadi samo en velik potok. Tam, kjer je prvotna oblika ščitnega vulkana še ohranjena, je bilo na milijone let, ko so potoki erodirali pobočje hriba. Za to območje so torej značilne pogoste globoke rečne doline v obliki črke V. Jasno je opazen postopni prehod iz poledenele v rečno dolino.
Reke, ki izvirajo na Mount Kenyi, so pritoki dveh velikih kenijskih rek: rek Tana in Ewaso Ng'iro. Veliko gorskih kenijskih rek se izliva v Sagano, ki je sama pritok Tane, ki se ji pridruži pri rezervoarju Masinga. Reke v severnem delu gore, kot so Burguret, Naru Moru, Nanyuki, Likii, Sirimon, se izlivajo v Ewaso Ng'iro. Reke na jugozahodu, kot sta Keringa in Nairobi, se izlivata v Sagano in nato v Tano. Preostale reke na jugu in vzhodu, kot so Mutonga, Nithi, Thuchi in Nyamindi, se izlivajo neposredno v Tano.

## Naravna zgodovina
Mount Kenya ima več višinskih ekoloških con, med savano, ki obdaja goro, do nivalnega območja ob ledenikih. Vsako območje ima prevladujočo vrsto vegetacije. Številne vrste, ki jih najdemo višje v gorah, so endemične, bodisi na Mount Kenyi ali vzhodni Afriki.
Obstajajo tudi razlike znotraj con, odvisno od strani gore in vidika pobočja. Jugovzhod je veliko bolj vlažen od severa, zato lahko rastejo vrste, ki so bolj odvisne od vlage. Nekatere vrste, kot je bambus Yushania alpina, so zaradi količine vlage omejene na nekatere vidike gore.

### Cone
Podnebje Mount Kenye se močno spreminja z nadmorsko višino in tvori pasove vrst skupnosti. Okoli vznožja gore so rodovitna kmetijska zemljišča. Ljudje, ki živijo okoli gore, so stoletja obdelovali to hladno razmeroma vlažno območje.
Mount Kenya je obdana z gozdovi. Rastlinstvo v gozdovih je odvisno od padavin, prisotne vrste pa se močno razlikujejo med severnim in južnim pobočjem. Sčasoma so bila drevesa na robu gozda posekana in kmetijska zemljišča so se razširila na rodovitna pobočja gore.
Nad gozdom je pas afriškega alpskega bambusa Yushania alpina. To območje je skoraj neprekinjeno, vendar je omejeno na majhne izolirane šope na severu zaradi nizke količine padavin. Bambus je naraven in ne zahteva motenja gozdov. Bambus zatira drugo vegetacijo, zato je redkost tukaj najti drevesa ali druge rastline.
Nad bambusom je gozd. Drevesa so tukaj pogosto manjša od dreves v gozdovih nižje na gori. Gozd je tukaj bolj nedotaknjen, ker je manj dostopen in bolje zaščiten.
Ko drevesa ne morejo več rasti, se vegetacija na približno 3000 m spremeni v resavo in chaparal (grmičasta rastlinska skupnost, odporna na poletno sušo, s trdimi sklerofilnimi zimzelenimi listi). Resavo najdemo na bolj mokrih območjih, na zahodni strani Mount Kenye, kjer prevladujejo velikanske rese. Chaparral najdemo na sušnejših območjih in so bolj pogoste so trave in še vedno prihaja do požarov.
Z naraščanjem nadmorske višine postanejo temperaturna nihanja ekstremna in zrak postane redkejši in bolj suh. Ta regija je znana kot afro-alpsko območje. Okolje tukaj je izolirano, edino podobno območje v bližini je Aberdares, ki je 80 km stran. Številne vrste tukaj so endemične, ki se prilagajajo mrazu in nihajočim temperaturam. Tipične rastline tukaj so orjaški grinti (senecios) in orjaške lobelije kot so Lobelia aberdarica, Lobelia deckenii in Lobelia telekii.
Območje, od koder so se ledeniki pred kratkim umaknili, je nivalno območje (snežna meja). To je območje, ki ga rastline še niso uspele kolonizirati.

### Rastlinstvo
Rastlinski svet na Mount Kenyi se razlikuje glede na nadmorsko višino, lego in izpostavljenost. Ko se nadmorska višina povečuje, morajo biti rastline bolj specializirane, s prilagoditvami na močno sončno svetlobo z ultravijolično svetlobo, nižje srednje temperature in zmrzovalne nočne temperature.
Rastline v afro-alpskem območju so te težave premagale na več načinov. Ena prilagoditev je znana kot velikanska rozeta, ki jo razstavljajo orjaški grinti, orjaška lobelija in orjaški osat (Carduus), ki uporabljajo liste brstov za zaščito svojih brstov pred zmrzovanjem. Ogromne rozete seneciosa tvorijo enoletne sestoje, ki že desetletja poganjajo strukturo skupnosti.
Številne rastlinske vrste v afro-alpskem območju Mount Kenye so velikanske različice nižinskih (ali zmernih) sorodnikov. Toda bližje nivalnemu območju se rastline spet zmanjšajo v velikosti.

### Živalstvo
Večina živali živi nižje na pobočjih Mount Kenye. Tu je več vegetacije in podnebje je manj ekstremno. V gozdu živijo različne vrste opic, več antilop, drevesna pečinarka, ježevci in nekatere večje živali, kot so slon in bivoli. Med plenilci, ki jih najdemo tukaj, so hijena in leopard ter občasno lev.
Na visoki nadmorski višini je manj sesalcev. Pečinarka in navadni hulež (Sylvicapra grimmia) lahko živita tukaj in sta pomembna za ekosistem. Nekateri manjši sesalci, kot je podgana Otomys, lahko tukaj živijo tako, da se zakopljejo v velikanske senecios in uporabljajo njihovo debelo steblo odmrlih listov kot izolacijo. Kraljeva afriška podgana Tachyoryctes rex se pojavlja na velikih nadmorskih višinah in živi v vidnih kupih. Leopardi prebivajo v alpskem območju.
Druge vrste sesalcev so le občasni obiskovalci. Ostanki slonov, opic in bongov so bili najdeni visoko v alpskem območju in drugih opažanj se spominjamo v imeni, kot je Simba Tarn (simba pomeni lev v svahiliju).
V afro-alpskem območju živi več vrst ptic, vključno medosesi, alpska klepetalka (Pinarochroa sordida) in škorci ter ujede, Avgurska kanja (Buteo augur), brkati ser in Kafrski orel (Aquila verreauxii), od katerih je slednji specializiran za lov na pečinarje. Ptice so v tem ekosistemu pomembne kot opraševalke.

## Podnebje
Podnebje Mount Kenye je imelo ključno vlogo pri razvoju gore, saj je med drugimi dejavniki vplivalo na topografijo in ekologijo. Ima tipično ekvatorialno gorsko podnebje, ki ga je Hedberg opisal kot »zima vsako noč in poletje vsak dan«. Mount Kenya je dom ene od postaj za spremljanje atmosfere Global Atmosphere Watch.

### Sezone
Leto je razdeljeno na dve ločeni vlažni sezoni in dve različni suhi sezoni, ki odražata mokro in suho sezono v kenijskih nižinah. Ker je Mount Kenya visoka od 1374 do 5199 m, se podnebje v gorah močno razlikuje in ima različna območja vpliva. Nižja, jugovzhodna pobočja so najbolj vlažna, saj prevladujoči vremenski sistem prihaja iz Indijskega oceana. Te padavine podpirajo gost gorski gozd na teh pobočjih. Visoko na gori večina padavin pade v obliki snega. Ti vodni viri skupaj napajajo 11 ledenikov.
Trenutno podnebje na Mount Kenyi je mokro, a bolj suho kot je bilo v preteklosti. Temperature imajo širok razpon, ki se z višino zmanjšuje. V nižjem alpskem pasu temperatura običajno ne pade pod 12 °C. Sneg in dež sta pogosta od marca do decembra, predvsem pa v dveh mokrih sezonah. Mokri letni časi skupaj predstavljajo 5/6 letnih padavin. Monsun, ki nadzoruje mokro in suho sezono, pomeni, da večino leta pihajo jugovzhodni vetrovi, vendar je v januarju in februarju prevladujoča smer vetra severovzhodna.
Mount Kenya, tako kot večina lokacij v tropih, ima zaradi monsuna dve vlažni in dve sušni sezoni. Od sredine marca do junija sezona močnega deževja, znana kot dolgo deževje, prinese na goro približno polovico letnih padavin. Sledi vlažnejša od dveh sušnih let, ki traja do septembra. Od oktobra do decembra so kratke padavine, ko gora prejme približno tretjino vseh padavin. Končno je od decembra do sredine marca bolj suha sezona, ko je v gorah najmanj dežja.

### Dnevni vzorec
V sušnem obdobju gora skoraj vedno sledi istemu dnevnemu vremenu. Pojavijo se velika dnevna temperaturna nihanja. Obstajajo razlike v najnižjih in najvišjih temperaturah iz dneva v dan, vendar je standardni odklon povprečnega urnega vzorca majhen.
Običajen dan je jasen in hladen zjutraj z nizko vlažnostjo. Gora je na neposredni sončni svetlobi, zaradi česar se temperature hitro dvignejo, najtoplejše temperature pa se pojavijo med 9.00 in 12.00. To ustreza najvišjemu tlaku, običajno okoli 10.00 zjutraj. Nizko na gori, med 2400 in 3900 m, se zaradi vlažnega zraka iz Viktorijinega jezera začnejo oblikovati oblaki nad zahodnim gozdnim pasom. Anabatski vetrovi, ki jih povzroča topel dvigajoči se zrak, popoldne te oblake postopoma pripeljejo na vrh. Okoli 1500 je minimalna sončna svetloba in največja vlažnost, zaradi česar se dejanska in zaznana temperatura znižata. Pri 1600 je tlak minimalen. Ta dnevna odeja oblakov ščiti ledenike na jugozahodu gore, ki bi sicer vsak dan dobili neposredno sonce, kar povečuje njihovo taljenje. Navzgor oblak sčasoma doseže suhe vzhodne zračne tokove in se razblini, kar vodi do jasnega neba ob 17.00. S tem je povezana še ena najvišja temperatura.
Ker je ekvatorialna gora obstaja stalen dvanajsturni dan. Sončni vzhod je približno 06.30, sončni zahod pa ob 18.30 (oba EAT = UTC+3). Med najkrajšim in najdaljšim dnevom je med letom ena minuta razlike. Ponoči je nebo običajno jasno, po dolinah pihajo katabatski vetrovi. Nad nižjim alpskim pasom je običajno vsako noč zmrzal.

## Zgodovina

### Evropsko opazovanje
Prvi Evropejec, ki je poročal, da je videl Mount Kenyo, je bil dr. Johann Ludwig Krapf, nemški misijonar, iz Kituija, mesta, 160 km oddaljenega od gore. Opazovanje je bilo opravljeno 3. decembra 1849, leto po tem, ko je Evropejec prvič videl goro Kilimandžaro.
Ljudstvo Embu, ki je živelo okoli gore, so Krapfu povedali, da se zaradi močnega mraza in bele snovi, ki se je z glasnim hrupom valila po gorah, malo vzpenjajo na goro. To ga je pripeljalo do sklepa, da so na gori obstajali ledeniki. Krapf je gori dal ime "Kenya", vendar izpeljava tega ni z gotovostjo znana.
Krapf je tudi opozoril, da reke, ki tečejo z Mount Kenye in drugih gora na tem območju, neprekinjeno tečejo. To se je zelo razlikovalo od drugih rek na tem območju, ki so v mokri sezoni narasle in po koncu deževne sezone popolnoma presahnile. Ker so vode tekle tudi v najbolj sušnih obdobjih, je ugotovil, da mora biti na gori vir vode v obliki ledenikov. Verjel je, da je gora izvir Belega Nila.
Leta 1851 se je Krapf vrnil v Kitui. Potoval je 65 kilometrov bližje gori, vendar je ni več videl. Leta 1877 je bil Hildebrandt na območju Kitui in je slišal zgodbe o gori, a je tudi ni videl. Ker ni bilo nobenih potrditev, ki bi podprle Krapfovo trditev, so ljudje postali sumničavi.
Na koncu je leta 1883 Joseph Thomson šel blizu zahodne strani gore in potrdil Krapfovo trditev. Svojo odpravo je preusmeril in dosegel 1737 m po pobočjih gore, vendar se je moral umakniti zaradi težav z lokalnimi ljudmi. Vendar pa je prvo evropsko raziskovanje visoko na gori leta 1887 opravil grof Sámuel Teleki. Na jugozahodnih pobočjih mu je uspelo doseči 4350 m. Na tej odpravi je Teleki zmotno verjel, da je našel krater vulkana.
Leta 1892 sta se Teleki in von Höhnel vrnila na vzhodno stran, vendar nista mogla priti skozi gozd.
Končno se je leta 1893 odpravi uspelo povzpeti na Mount Kenyo do ledenikov. Ta odprava je potovala od obale do jezera Baringo v riftni dolini, vodil jo je dr. John W. Gregory, britanski geolog. Uspelo se jim je povzpeti na goro na okoli 4730 m, z vodnikom pa so preživeli več ur na ledeniku Lewis. Po vrnitvi v Britanijo je Gregory objavil članke in pripoved o svojih dosežkih.
George Kolb, nemški zdravnik, je opravil odprave v letih 1894 in 1896 in je bil prvi, ki je dosegel močvirje na vzhodni strani gore. Več raziskovanja se je zgodilo po letu 1899, ko je bila dokončana ugandska železnica do bodočega mesta Nairobija.

### Mackinderjeva odprava
28. julija 1899 se je sir Halford John Mackinder iz mesta Nairobi podal na odpravo na Mount Kenyo. Člane odprave je sestavljalo 6 Evropejcev, 66 Svahilijev, 2 vodnika Masajev in 96 Kikuyujev. Evropejci so bili Campbell B. Hausberg, drugi poveljnik in fotograf; Douglas Saunders, botanik; C F Camburn, taksidermist; Cesar Ollier, vodnik; in Josef Brocherel, vodnik in vratar. Odprava je prišla do gore, a je na poti naletela na številne težave. Država, skozi katero so šli, je bila polna kuge in lakote. Številni Kikuyu so poskušali dezertirati z ženskami iz vasi, drugi pa so kradli, zaradi česar so bili poglavarji zelo sovražni do odprave. Ko so 18. avgusta prispeli v bazno taborišče, niso mogli najti nobene hrane, domačini so ubili so dva iz njihove skupine in na koncu so morali poslati Saundersa v Naivasha, da bi dobil pomoč od tamkajšnjega vladnega uradnika Captain Gorges.
Mackinder se je povzpel na goro in postavil tabor na 3142 m v dolini Höhnel. Svoj prvi poskus na vrh je naredil 30. avgusta z Ollierjem in Brocherelom na jugovzhodni steni, vendar sta se morala umakniti, ko sta bila zaradi noči 100 m pod vrhom Nelion.
Hausberg, Ollier in Brocherel so 5. septembra naredili krog glavnih vrhov in iskali lažjo pot do vrha. Niso je mogli najti. 11. septembra sta se Ollier in Brocherel povzpela na ledenik Darwin, vendar sta se bila prisiljena umakniti zaradi sneženja.
Ko se je Saunders vrnil iz Naivashe s skupino za pomoč, je imel Mackinder še en poskus na vrh z Ollierjem in Brocherelom. Prečkali so ledenik Lewis in se povzpeli na jugovzhodno steno Neliona. Prenočili so blizu žandarja in ob zori prečkali snežišče na vrhu ledenika Darwin, preden so sekali po stopnicah na diamantni ledenik. Vrh Batiana so dosegli 13. septembra opoldne in se spustili po isti poti.

### 1900–1930
Po prvem vzponu na Mount Kenyo je bilo tam nekaj časa manj odprav. Večino raziskovanja do po prvi svetovni vojni so opravili naseljenci v Keniji, ki niso bili na znanstvenih odpravah. V Chogorii so ustanovili škotsko misijonsko cerkev, na vrhove pa se je povzpelo več škotskih misijonarjev, med njimi dr. J. W. Arthur, G. Dennis in A. R. Barlow. Bili so še drugi vzponi, a nobenemu ni uspelo povzpeti na Batiana ali Neliona.
Skozi gozd so bile izčiščene nove pristopne poti, kar je bistveno olajšalo dostop. Leta 1920 sta Arthur in Sir Fowell Buxton poskušala preseči pot z juga, druge poti pa so prišle iz Nanyukija na severu, vendar je bila najpogosteje uporabljena pot iz misijona Chogoria na vzhodu, ki jo je zgradil Ernest Carr. Carr je zaslužen tudi za gradnjo Urumandija in koče Top Huts.
6. januarja 1929 sta prvi vzpon na Nelion opravila Percy Wyn-Harris in Eric Shipton. Preplezali so po običajni poti, nato pa se spustili na Vrata meglic, preden so se povzpeli na Batian. 8. januarja so se ponovno povzpeli, tokrat z G. A. Sommerfeltom, decembra pa je Shipton opravil še en vzpon z R. E. G. Russellom. Opravili so tudi prvi vzpon na Point John. V tem letu je bil ustanovljen Mountain Club of East Africa.
Konec julija 1930 sta Shipton in Bill Tilman opravila prvo prečenje vrhov. Povzpela sta se po zahodnem grebenu Batiana, prečkala Vrata meglic do Neliona in se spustila po običajni poti. Med tem potovanjem sta Shipton in Tilman opravila prve vzpone na več drugih vrhov, vključno s Point Peter, Point Dutton, Midget Peak, Point Pigott in Terere ali Sendeyo.

### 1931 do danes
V zgodnjih 1930-ih je bilo več obiskov barja okoli Mount Kenye, manj pa do vrhov. Raymond Hook in Humphrey Slade sta se povzpela, da bi kartirala goro in založila več potokov s postrvmi. Do leta 1938 je bilo več vzponov na Nelion. Februarja sta gospodična C. Carroll in Mtu. Muthara postali prva ženska oziroma Afričanka, ki sta se povzpeli na Nelion, v ekspediciji z Noelom Symingtonom, avtorjem knjige Nočni plezalci iz Cambridgea, 5. marca pa je Miss Una Cameron postala prva ženska, ki se je povzpela na Batian.
Med drugo svetovno vojno je prišlo do ponovnega padca vzponov na goro. Najbolj izjemen vzpon v tem obdobju so bili trije Italijani, ki so bili zaprti v britanskem taborišču za ujetnike ob vznožju gore v Nanyukiju. Pobegnili so iz taborišča, da bi se povzpeli na tretji vrh gore, Point Lenana, preden so »pobegnili« nazaj v tabor. Felice Benuzzi, vodja ekipe, je svojo zgodbo pripovedoval v knjigi No Picnic on Mount Kenya (1946).
Leta 1949 se je Gorski klub Kenije ločil od Gorskega kluba Vzhodne Afrike in območje nad 3400 m je bilo označeno za narodni park. Od Naro Moruja do barja je bila zgrajena cesta, ki je omogočala lažji dostop.
V naslednjih treh desetletjih je bilo na Batianu in Nelionu preplezanih veliko novih smeri, oktobra 1959 pa je Gorski klub Kenije izdelal svoj prvi vodnik do Mount Kenye in Kilimandžara. Ob kenijski neodvisnosti leta 1963 je Kisoi Munyao na vrhu gore dvignil kenijsko zastavo. Umrl je leta 2007 in imel je junaški pogreb, ki se ga je udeležil kenijski predsednik Mwai Kibaki. V zgodnjih 1970-ih je bila ustanovljena gorska reševalna ekipa nacionalnega parka Mount Kenya, do konca 1970-ih pa so bile preplezane vse glavne smeri na vrhovih.
19. julija 2003 je južnoafriško registrirano letalo z 12 potniki in dvema članoma posadke strmoglavilo na Mount Kenyo pri Point Lenana; nihče ni preživel. To ni bilo prvo izgubljeno letalo na gori; tu so tudi razbitine vsaj enega helikopterja, ki je strmoglavil pred letom 1972.
Marca 2012 je na Mount Kenyi divjal ogromen požar, ki je požrl na tisoče hektarjev starodavnih gozdov in ogrožal prostoživeče živali.